# Підсуха Василь Федорович
Василь Федорович Підсуха (1899, Київська губернія — ?) — український радянський партійний діяч, відповідальний секретар Білоцерківського окружного комітету КП(б)У, відповідальний секретар Зінов'євського міського комітету КП(б)У. Кандидат у члени ЦК КП(б)У в червні 1930 — січні 1937 р.

## Біографія
Член РКП(б) з 1918 року.
У 1930 році — відповідальний секретар Білоцерківського окружного комітету КП(б)У.
З вересня 1930 року — відповідальний секретар Березівського районного комітету КП(б)У.
У 1932—1933 роках — відповідальний секретар Зінов'євського міського комітету КП(б)У Одеської області.
До серпня 1937? року — 1-й секретар Павлоградського районного комітету ВКП(б) Омської області.
31 серпня 1937 року заарештований органами НКВС Омської області. 28 жовтня 1939 року звільнений із ув'язнення. Подальша доля невідома.